# Le Grand Saut (film, 1994)
Pour les articles homonymes, voir Le Grand Saut.
Cet article concerne le film. Pour le projet de chute libre, voir Michel Fournier (parachutiste).
Pour plus de détails, voir Fiche technique et Distribution.
Le Grand Saut, ou Opération Hudsucker au Québec (The Hudsucker Proxy), est un film américano-germano-britannique réalisé par Joel Coen sorti en 1994.
Cinquième film des frères Coen, cette comédie loufoque présentée en ouverture du Festival de Cannes 1994 raconte l'histoire imaginaire de l'invention du hula hoop. Les rôles principaux sont tenus par Tim Robbins, Paul Newman et Jennifer Jason Leigh.
Avec 40 millions de dollars, c'est le film des frères Coen ayant bénéficié du plus gros budget jusqu'à Intolérable Cruauté (2003). C'est néanmoins un échec commercial qui n'a engrangé qu'environ 3 millions de dollars aux États-Unis.
Le thème de la Roue de Fortune revient de façon récurrente dans le film[pas clair][réf. nécessaire].

## Synopsis
1958, New York. À la suite du suicide de son fondateur, le conseil de direction d'une grande entreprise monte un plan destiné à en prendre le contrôle en rachetant les actions de celui-ci à bas prix avant que celles-ci soient mises en vente publiquement.
Les directeurs installent donc à la tête de l'entreprise un jeune et naïf diplômé d'une école de commerce de Muncie, Indiana, afin de faire baisser temporairement le cours de l'action. Une journaliste, envoyée pour en apprendre plus sur cet inconnu, lui cache son identité pour gagner sa confiance. Malheureusement pour le plan des directeurs, l'entreprise rencontre finalement encore plus de succès qu'auparavant quand l'invention du nouveau président, le hula hoop, s'avère un succès fulgurant.

## Fiche technique
Sauf indication contraire, les informations mentionnées dans cette section peuvent être confirmées par la base de données cinématographiques IMDb,  présente dans la section « Liens externes ».
- Titre original : The Hudsucker Proxy
- Titre français : Le Grand Saut
- Titre québécois : Opération Hudsucker
- Réalisation : Joel Coen, Ethan Coen (non crédité)[3]
  - Réalisateur de la 2e équipe : Sam Raimi
- Scénario : Joel et Ethan Coen, Sam Raimi
- Musique : Carter Burwell
- Photographie : Roger Deakins
- Montage : Thom Noble
- Décors : Dennis Gassner
- Costumes : Richard Hornung
- Production : Ethan Coen
  - Coproduction : Graham Place
  - Production déléguée : Eric Fellner
- Sociétés de production : PolyGram Filmed Entertainment, PolyGram Filmproduktion, Silver Pictures, Warner Bros. et Working Title Films
- Sociétés de distribution :  Warner Bros.,  Pan-Européenne
- Budget : 40 millions de dollars[2] (estimation)
- Pays de production :  États-Unis,  Royaume-Uni,  Allemagne
- Langue originale : anglais
- Durée : 111 minutes
- Genre : comédie loufoque et dramatique
- Dates de sortie :
  - États-Unis : 11 mars 1994
  - France : 12 mai 1994 (ouverture du Festival de Cannes et sortie nationale simultanée)

## Distribution
Sauf indication contraire, les informations mentionnées dans cette section peuvent être confirmées par la base de données cinématographiques IMDb,  présente dans la section « Liens externes ».
- Tim Robbins (VF : Hervé Icovic / Bruno Choël, VQ : Benoît Rousseau) : Norville Barnes
- Jennifer Jason Leigh (VF : Anneliese Fromont, VQ : Marie-Andrée Corneille) : Amy Archer
- Paul Newman (VF : Marc Cassot / idem, VQ : Daniel Roussel) : Sidney J. Mussburger
- Charles Durning (VF : Jean-Claude Sachot / Patrice Dozier, VQ : Ronald France) : Waring Hudsucker
- John Mahoney (VF : William Sabatier / Patrick Floersheim) : le rédacteur en chef du Manhattan Argus
- Jim True-Frost (VF : Élie Semoun / Laurent Morteau) : Buzz, le groom manœuvrant l'ascenseur
- Bill Cobbs (VF : Med Hondo / Benoît Allemane, VQ : Luc Durand) : Moses, l'homme de l'horloge
- Bruce Campbell (VF : Bernard Métraux ; VQ : Alain Zouvi) : Smitty, reporter de l'Argus
- Harry Bugin : Aloysius, espion de Mussburger
- John Seitz (VF : Jacques Frantz) : Bennie
- Joe Grifasi (VF : Thierry Wermuth) : Lou
- Steve Buscemi : le barman
- Peter Gallagher : Vic Tenetta
- Anna Nicole Smith : Za-Za
- Roy Brocksmith (VF : Roger Crouzet) : membre du conseil de direction
- John Wylie : membre du conseil de direction
- I.M. Hobson : membre du conseil de direction
- Gary Allen : membre du conseil de direction
- Sam Raimi : un cerveau de la boîte
- John Goodman : le présentateur

Légende pour la VF : Doublage d'origine (1994) / Redoublage (2004)

## Production

### Genèse et développement
Alors qu'ils essayaient de vendre Sang pour sang après l'avoir réalisé, les frères Coen partageaient une maison avec Sam Raimi. Ils finissaient alors d'écrire Le Grand Saut. Ils prévoyaient de faire ce film depuis 1985, mais ils avaient besoin d'un budget important pour cela. La Palme d'or qu'ils obtiennent au Festival de Cannes 1991 pour Barton Fink leur ouvrit l’accès à des budgets suffisants. Ils approchèrent donc le producteur hollywoodien Joel Silver, qui avait connu quelques succès avec des films d'action à gros budget et qui était intéressé par l'idée de travailler avec eux.
En effet, les frères Coen avaient l'ambition de faire un film grand public, un film qui soit vu massivement. La seule influence que Silver aura eue sur leurs choix artistiques pour ce film est le renoncement au noir et blanc. Il convainc Warner Bros. de financer le film en leur faisant miroiter un film qui sera apprécié tant par la critique que par le grand public. Le studio accepte, à la condition que les frères Coen choisissent de grandes stars pour les rôles titres. Joel Silver protège les frères Coen de l'influence des studios et parvient à leur laisser la main sur le montage final.

### Attribution des rôles
Joel Silver souhaitait Tom Cruise pour le rôle de Norville Barnes, mais les frères Coen voulaient absolument Tim Robbins. Winona Ryder et Bridget Fonda étaient quant à elles en compétition pour le rôle d'Amy Archer, avant que Jennifer Jason Leigh soit choisie.
Joel et Ethan Coen offrent le rôle de Sidney Mussburger à Clint Eastwood, mais celui-ci n'est pas disponible. Le rôle revient donc à Paul Newman.

### Tournage
Le tournage a lieu du 30 novembre 1992 au 18 mars 1993, . Il se déroule principalement dans les Carolco Studios à Wilmington en Caroline du Nord. Sam Raimi dirige la seconde équipe, qui tourne notamment la scène du hula hoop et celle du suicide de Waring Hudsucker.

### Bande originale
Bandes originales des films des frères Coen
Barton Fink
(1991) Fargo
(1996)
La bande originale est composée par Carter Burwell, qui a travaillé sur tous les films précédents des frères Coen. Elle reprend de nombreux passages de La Danse du sabre et du ballet Spartacus d'Aram Khatchatourian.
Liste des titres de l'album
1. Prologue (Khachaturian) – 3:20
2. Norville Suite – 3:53
3. Waring's Descent – 0:27
4. The Hud Sleeps – 2:13
5. Light Lunch (Khachaturian) – 1:38
6. The Wheel Turns – 0:52
7. The Hula Hoop (Khachaturian) – 4:10
8. Useful – 0:40
9. Walk Of Shame – 1:22
10. Blue Letter – 0:43
11. A Long Way Down – 1:46
12. The Chase – 1:02
13. Norville's End – 3:52
14. Epilogue (Khachaturian) – 2:08
15. Norville's Reprise – 1:22

Autres titres présents dans le film mais absents de l'album
- Memories Are Made of This, interprété par Peter Gallagher
- In a Sentimental Mood, interprété par John Coltrane et Duke Ellington
- Flying Home, interprété par Duke Ellington
- Carmen, interprété par Grace Bumbry

Morceaux de musique classique également présents dans le film
1. Georges Bizet, habanera de Carmen
2. Luigi Boccherini, menuet (3e mouvement) Quintettes à cordes
3. Frédéric Chopin, Grande Valse brillante - op. 18 B62, tiré du ballet les Sylphides
4. Aram Khachaturian, adagio de Spartacus et Phrygie de Spartacus, suite no  2
5. Aram Khachaturian, la Danse du sabre tirée du ballet Gayaneh
6. Piotr Ilitch Tchaïkovski, valse du Lac des cygnes

## Distinctions

### Récompenses
- Los Angeles Film Critics Association Awards 1994 : meilleurs décors pour Dennis Gassner[10]
- London Film Critics Circle Awards 1995 : meilleure photographie pour Roger Deakins

### Nominations et sélections
- British Society of Cinematographers 1994 : meilleure photographie pour Roger Deakins
- Festival de Cannes 1994 : sélection officielle, en competition pour la Palme d'or
- Casting Society of America[Quand ?] : meilleure distribution pour une comédie

## Clins d'œil et références
Au cours du film, on peut voir des références à des films de Frank Capra et de Preston Sturges. Par exemple, la scène du miroir est une référence à une scène similaire du film Un cœur pris au piège (1941).
Par ailleurs, le film reprend plus ou moins l'histoire de la mort d'Elihu Menashe Blachowitz, un grand homme d'affaires qui s'est suicidé en 1975.